# Geogarypus angulatus
Geogarypus angulatus es una especie de arácnido del orden Pseudoscorpionida de la familia Geogarypidae.

## Distribución geográfica
Se encuentra en la India.